# Sociedad irregular
Sociedad irregular, en el Derecho societario, es la denominación de las sociedades que no se encuentran constituidas de una manera regular y/o legal. También se denominan genéricamente sociedad de hecho.
El problema reside en que el contrato de sociedad es formal, esto es, requiere de una serie de formalidades, como el registro o la escritura pública, para su consecución. Cuando una sociedad se encuentra en proceso de constitución, pero todavía no está completada, en ocasiones contrae obligaciones con terceros, y es necesario regular qué ocurre en esos casos.
Por ello, las sociedades irregulares son aquellas que exteriorizándose como entidades societarias de carácter mercantil ante terceros, se encuentran sujetas a una situación jurídica especial por la falta de uno o más de los requisitos legales para su constitución.
Caso especial en las Sociedades Anónimas y de Responsabilidad limitada donde se explica en el artículo 39 de la Ley de Sociedades de Capital de 2010.

## Regulación por países

### México
En México, las sociedades irregulares tienen dos variantes: las ilícitas y las de hecho. El marco legal se encuentra en los artículos 2 y 3 de la Ley General de Sociedades Mercantiles.
Las sociedades de hecho son aquellas que existen por manifestación de la voluntad de sus componentes, que careciendo de alguno de los requisitos legales para su constitución no se han exteriorizado frente a terceros. Por lo tanto no tienen personalidad jurídica. Es decir, son las sociedades irregulares que no han establecido relaciones jurídicas con terceros.
Las sociedad ilícitas son aquellas que tienen un objeto, finalidad o realizan actividades consideradas por la ley como ilícitas. Según la legislación mexicana, las sociedades ilícitas deben disolverse y liquidarse inmediatamente.